# Sic Ano (Monarquia Lusitana)
Sic Ano, Ano, ou Sicano, é uma figura lendária, que sucedeu a seu pai Sic Oro no reinado ibérico, fazendo parte da lista de reis mencionados por vários autores portugueses e espanhóis, por exemplo, Florián de Ocampo ou Bernardo de Brito. [carece de fontes?]

## Monarchia Lusytana (de Bernardo Brito)
Bernardo de Brito refere na Monarchia Lusytana que Sic Ano terá feito uma expedição militar para proteger Roma, cidade fundada pela sua tia, de acordo com os mesmos autores. É ainda sugerido que o Rio Guadiana sendo na Antiguidade designado por Ana, teria este nome como referência a Sic Ano. [carece de fontes?]
É mencionado na Monarchia Lusytana no Capítulo 14:

Do tempo em que reinaram em Lusitânia Sic Oro, filho de Atlante Italo, e seu neto Sic Ano, com algumas coisas particulares que no seu tempo sucederam